# B-Weltcup der Nordischen Kombination 2002/03
Der B-Weltcup der Nordischen Kombination 2002/03 war eine vom Weltverband FIS ausgetragene Wettkampfserie in der Nordischen Kombination. Der Unterbau zum Weltcup der Nordischen Kombination 2002/03 wurde in jener Saison zum 13. Mal ausgetragen. Die Saison umfasste elf Stationen in Europa und Nordamerika, wobei die Wettbewerbe in Calgary abgesagt werden mussten. Daher begann die Saison erst am 13. Dezember 2002 in Steamboat Springs und endete am 16. März 2003 in Stryn. Es fanden neun Sprints, zwei Massenstarts sowie fünf Gundersen Einzel statt. Darüber hinaus wurden zwei Teamwettbewerbe im Massenstart ausgetragen. Gesamtsieger wurde der Norweger Magnus Moan, der auch die Sprintwertung gewann und erheblich zum norwegischen Sieg der Nationenwertung beitrug. Insgesamt gab es zehn verschiedene Tagessieger.
Die Saison wurde in drei Perioden eingeteilt, die neben der Startberechtigung auch Auswirkungen auf die Gesamtwertung hatten. Gemäß Artikel 4.1 des Reglements konnte nur ein Athlet Gesamtsieger werden, der in der letzten Periode nicht für den Weltcup startberechtigt war. Diese Regelung galt auch für die Ermittlung des Sprint-Cup-Siegers. Anhand einer komplizierten Zuschlagsberechnung wurde einigen Athleten über die Weltranglistenplatzierung Punkte gutgeschrieben. Der B-Gesamtweltcup-Sieger erhielt die große, der Sieger der Sprintwertung die kleine Trophäe. Die Athleten auf den Rängen 1 bis 3 wurden zudem mit FIS-Plaketten, die Sportler auf den Plätzen 4 bis 6 mit Urkunden ausgezeichnet. Die Summe der drei punktbesten Wettkämpfer pro Bewerb von ein und demselben Skiverband wurden zusammen mit den Punkten der Teamwettkämpfe für die Nationenwertung herangezogen. Die Zahl der Teilnehmer je Nation wurde auf der Grundlage der Nationenwertung nach Abschluss der Vorsaison festgelegt. Während die besten drei Nationen acht Athleten pro Wettkampf ins Rennen schicken durften, waren von Nationen ohne Wertungspunkte drei Sportler startberechtigt. Darüber hinaus durften die Ausrichternationen weitere sechs Athleten für die nationale Gruppe einsetzen.

## Punktesystem
| Platz  | Platz  | 1   | 2  | 3  | 4  | 5  | 6  | 7  | 8  | 9  | 10 | 11 | 12 | 13 | 14 | 15 | 16 | 17 | 18 | 19 | 20 |
| Einzel | Einzel | 26  | 22 | 18 | 16 | 14 | 12 | 10 | 9  | 8  | 7  | 6  | 5  | 4  | 3  | 2  | 1  | –  | –  | –  | –  |
| Team   | Team   | 100 | 80 | 60 | 50 | 45 | 40 | 35 | 30 | 26 | 22 | 19 | 16 | 13 | 10 | 8  | 6  | 4  | 2  | –  | –  |

## Teilnehmende Nationen
Es nahmen Athleten aus 19 Nationen am B-Weltcup teil.
| Europa (16 Nationen)                                                                        | Europa (16 Nationen)                                                                  |
| ------------------------------------------------------------------------------------------- | ------------------------------------------------------------------------------------- |
| - Deutschland - Belarus - Estland - Finnland - Frankreich - Italien - Norwegen - Österreich | - Polen - Russland - Schweden - Schweiz - Slowakei - Slowenien - Tschechien - Ukraine |
| Amerika (2 Nationen)                                                                        |                                                                                       |
| - Kanada                                                                                    | - Vereinigte Staaten                                                                  |
| Asien (1 Nationen)                                                                          |                                                                                       |
| - Japan                                                                                     |                                                                                       |

## Ergebnisse und Wertungen

### Wettbewerbsübersicht
| Datum           | Austragungsort     | Disziplin                       | Sieger                                                          | Zweiter                                                  | Dritter                                                    |
| --------------- | ------------------ | ------------------------------- | --------------------------------------------------------------- | -------------------------------------------------------- | ---------------------------------------------------------- |
| 1. Periode      |                    |                                 |                                                                 |                                                          |                                                            |
| 07.12.2002      | Calgary            | K 89 / 7,5 km Sprint            | abgesagt                                                        | abgesagt                                                 | abgesagt                                                   |
| 08.12.2002      | Calgary            | K 89 / 10 km Massenstart        | abgesagt                                                        | abgesagt                                                 | abgesagt                                                   |
| 13.12.2002      | Steamboat Springs  | K 114 / 7,5 km Sprint 1         | Kenneth Braaten                                                 | Magnus Moan                                              | Alexei Barannikow                                          |
| 14.12.2002      | Steamboat Springs  | K 114 / 7,5 km Sprint           | Kenneth Braaten                                                 | Christian Beetz                                          | Andrej Jezeršek                                            |
| 15.12.2002      | Steamboat Springs  | K 114 / 15 km Gundersen         | Kenneth Braaten                                                 | Andrej Jezeršek                                          | Magnus Moan                                                |
| 19.12.2002      | Park City          | K 120 / 7,5 km Sprint           | Kenneth Braaten                                                 | Håvard Klemetsen                                         | Marc Frey                                                  |
| 20.12.2002      | Park City          | K 90 / 15 km Gundersen          | Bernhard Gruber                                                 | Kenneth Braaten                                          | Magnus Moan                                                |
| 2. Periode      |                    |                                 |                                                                 |                                                          |                                                            |
| 07.01.2003      | Štrbské Pleso      | K 90 / 7,5 km Sprint            | Frédéric Baud                                                   | Sverre Rotevatn                                          | Stephan Münchmeyer                                         |
| 08.01.2003      | Štrbské Pleso      | K 90 / 10 km Massenstart        | Mathieu Martinez                                                | Lars Andreas Østvik                                      | Andrej Jezeršek                                            |
| 11.01.2003      | Zakopane           | K 120 / 3×5 km Team Massenstart | Deutschland IAndreas Langer Stephan Münchmeyer Christian Bruder | TschechienTomáš Slavík Pavel Churavý Patrik Chlum        | Vereinigte StaatenNathan Gerhart Jed Hinkley Carl Van Loan |
| 12.01.2003      | Zakopane           | K 120 / 15 km Gundersen         | Lars Andreas Østvik                                             | Carl Van Loan                                            | Tambet Pikkor                                              |
| 15.01.2003      | Harrachov          | K 90 / 10 km Massenstart        | Lars Andreas Østvik                                             | Mathieu Martinez                                         | Mikko Keskinarkaus                                         |
| 19.01.2003      | Oberwiesenthal     | K 90 / 7,5 km Sprint            | Frédéric Baud                                                   | Andreas Hurschler                                        | Stephan Münchmeyer                                         |
| 22.01.2003      | Klingenthal        | K 80 / 15 km Gundersen          | Kevin Arnould                                                   | Mathieu Martinez                                         | Sverre Rotevatn                                            |
| 23.01.2003 2    | Klingenthal        | K 80 / 7,5 km Sprint            | Mikko Keskinarkaus                                              | Sverre Rotevatn                                          | Mathieu Martinez                                           |
| 3. Periode      |                    |                                 |                                                                 |                                                          |                                                            |
| 07/08.03.2003 3 | Taivalkoski / Ruka | K 73 / 7,5 km Sprint            | Tino Edelmann                                                   | Andreas Hartmann                                         | Håvard Klemetsen                                           |
| 11.03.2003 4    | Trondheim          | K 120 / 7,5 km Sprint           | Magnus Moan                                                     | Jan Schmid                                               | Benjamin Kreiner                                           |
| 12.03.2003      | Trondheim          | K 120 / 7,5 km Sprint           | Tino Edelmann                                                   | Matthias Mehringer                                       | Benjamin Kreiner                                           |
| 15.03.2003      | Stryn              | K 90 / 15 km Gundersen          | Matthias Mehringer                                              | Jon-Richard Rundsveen                                    | Magnus Moan                                                |
| 16.03.2003      | Stryn              | K 90 / 3×5 km Team Massenstart  | Norwegen IJon-Richard Rundsveen Magnus Moan Håvard Klemetsen    | Österreich IStefan Knabl Guido Scheiber Benjamin Kreiner | Schweiz IIAndreas Hartmann Lucas Vonlanthen Ivan Rieder    |

### Wertungen
| Rang | Name                 | Punkte |
| ---- | -------------------- | ------ |
| 001. | Magnus Moan          | 136    |
| 002. | Matthias Mehringer   | 097    |
| 003. | Marc Frey            | 095    |
| 004. | Antti Kuisma         | 089    |
| 005. | Håvard Klemetsen     | 088    |
| 006. | Christoph Eugen      | 071    |
| 007. | Tino Edelmann        | 067    |
| 008. | Jan Schmid           | 066    |
| 009. | Benjamin Kreiner     | 065    |
| 010. | Tambet Pikkor        | 063    |
|      | Andreas Hartmann     | 063    |
| 012. | Stephan Münchmeyer   | 060    |
| 013. | Gen Tomii            | 051    |
| 014. | Alexei Barannikow    | 049    |
| 015. | Pascal Meinherz      | 048    |
| 016. | Norihito Kobayashi   | 047    |
| 017. | Preben Fjære Brynemo | 044    |
|      | Espen Rian           | 044    |

| Rang | Name                  | Punkte |
| ---- | --------------------- | ------ |
| 019. | Andrea Longo          | 041    |
| 020. | Andreas Langer        | 037    |
|      | Jochen Strobl         | 037    |
| 022. | Jon-Richard Rundsveen | 030    |
|      | Alexei Zwetkow        | 030    |
| 024. | Jed Hinkley           | 029    |
| 025. | Nathan Gerhart        | 024    |
| 026. | Guido Scheiber        | 023    |
| 027. | Pavel Churavý         | 022    |
| 028. | Kai Kvaal             | 016    |
| 029. | Patrik Chlum          | 015    |
| 030. | Jo-Wesche Fossheim    | 014    |
|      | Mikko Kokslien        | 014    |
|      | Michal Pšenko         | 014    |
| 033. | Brett Camerota        | 012    |
| 034. | David Kreiner         | 011    |
| 035. | Markus Laitinen       | 010    |
| 036. | Florian Aichinger     | 009    |

| Rang | Name                | Punkte |
| ---- | ------------------- | ------ |
|      | Jason Myslicki      | 009    |
|      | Ladislav Rygl       | 009    |
| 039. | Lucas Vonlanthen    | 008    |
|      | Christoph Menz      | 008    |
| 041. | David Zauner        | 007    |
|      | Sébastien Lacroix   | 007    |
|      | Eric Camerota       | 007    |
| 044. | Stefan Knabl        | 005    |
|      | Marko Kühne         | 005    |
|      | Kōsuke Tanaka       | 005    |
|      | Seppi Hurschler     | 005    |
| 048. | Tommi Hyry          | 004    |
|      | Jason Lamy Chappuis | 004    |
|      | Raik Filbrich       | 004    |
| 051. | Ivan Rieder         | 002    |
|      | Petr Šmejc          | 002    |
|      | Christian Bruder    | 002    |
| 054. | Yūsuke Minato       | 001    |

| Platz | Name               | Punkte |
| ----- | ------------------ | ------ |
| 01.   | Magnus Moan        | 82     |
| 02.   | Marc Frey          | 73     |
| 03.   | Tino Edelmann      | 67     |
| 04.   | Håvard Klemetsen   | 61     |
| 05.   | Matthias Mehringer | 55     |
| 06.   | Benjamin Kreiner   | 49     |
| 07.   | Jan Schmid         | 44     |
| 08.   | Stephan Münchmeyer | 39     |
| 09.   | Andreas Hartmann   | 38     |
| 10.   | Norihito Kobayashi | 37     |
| 11.   | Christoph Eugen    | 35     |
| 12.   | Alexei Barannikow  | 32     |
| 13.   | Pascal Meinherz    | 26     |
| 14.   | Gen Tomii          | 19     |
|       | Tambet Pikkor      | 19     |
| 16.   | Antti Kuisma       | 17     |
| 17.   | Iver Markengbakken | 16     |
| 18.   | Guido Schreiber    | 15     |
|       | Nathan Gerhart     | 15     |

| Platz | Name               | Punkte |
| ----- | ------------------ | ------ |
| 01.   | Norwegen           | 780    |
| 02.   | Deutschland        | 550    |
| 03.   | Österreich         | 333    |
| 04.   | Schweiz            | 328    |
| 05.   | Vereinigte Staaten | 254    |
| 06.   | Frankreich         | 242    |
| 07.   | Japan              | 217    |
| 08.   | Slowenien          | 192    |
| 09.   | Finnland           | 148    |
| 10.   | Tschechien         | 126    |
| 11.   | Italien            | 097    |
| 12.   | Estland            | 089    |
| 13.   | Russland           | 079    |
| 14.   | Polen              | 046    |
| 15.   | Slowakei           | 027    |
| 16.   | Ukraine            | 010    |
| 17.   | Kanada             | 009    |
| 18.   | Belarus            | 008    |

| Platz | Name            | Punkte |
| ----- | --------------- | ------ |
| 01.   | Kenneth Braaten | 126    |
| 02.   | Andrej Jezeršek | 076    |
| 03.   | Magnus Moan     | 074    |
| 04.   | Christian Beetz | 059    |
| 05.   | Junpei Aoki     | 048    |

| Platz | Name                | Punkte |
| ----- | ------------------- | ------ |
| 01.   | Mathieu Martinez    | 111    |
| 02.   | Sverre Rotevatn     | 100    |
| 03.   | Lars Andreas Østvik | 090    |
| 04.   | Mikko Keskinarkaus  | 082    |
| 05.   | Marc Frey           | 073    |

| Platz | Name               | Punkte |
| ----- | ------------------ | ------ |
| 01.   | Magnus Moan        | 062    |
| 02.   | Matthias Mehringer | 060    |
| 03.   | Benjamin Kreiner   | 059    |
| 04.   | Tino Edelmann      | 052    |
| 05.   | Lucas Vonlanthen   | 043    |